# Luciano Berio

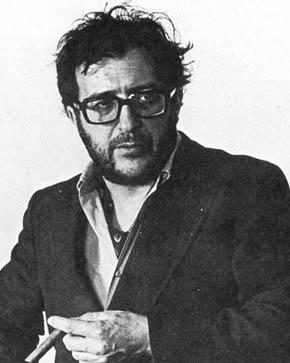
Luciano Berio

Luciano Berio (Oneglia, 24 oktober 1925 – Rome, 27 mei 2003) was een Italiaans componist. Hij was van 1950 tot 1964 getrouwd met de Amerikaanse sopraan Cathy Berberian, voor wie hij een aantal stukken componeerde, waaronder Circles, Sequenza III, Visage en Récital.

## Carrière
Berio studeerde compositie aan het conservatorium te Milaan bij Ghedini. Later was hij leerling van Dallapiccola. Hij richtte in 1953 in samenwerking met Bruno Maderna de Studio di Fonologia op, een experimenteel orkest. Later werd hij professor aan de befaamde Juilliard School in New York.
Zijn oeuvre omvat een breed scala aan vormen en vormexperimenten. Hij schreef zowel kamermuziek, composities voor groot orkest en vocalisten als elektronische muziek. Hij werkte zijn leven lang aan een reeks Sequenze voor solo-instrumenten. Het gebruik van muzikale en literaire citaten en het incorporeren van allerlei soorten volksmuziek is kenmerkend voor zijn werk. Onder de auteurs van wie hij teksten gebruikte behoorden James Joyce, Edoardo Sanguineti, E.E.Cummings, Italo Calvino, Samuel Beckett en Claude Lévi-Strauss. Grote populariteit won hij met zijn Folk Songs in 1964 en zijn voor de Swingle Singers gecomponeerde Sinfonia in 1968. Berio orkestreerde ook muziek van andere componisten. Rendering is zijn completering en orkestratie van schetsen voor een onvoltooide symfonie (nr 10) van Franz Schubert.

## Composities (selectie)
- 1949 Magnificat, voor 2 sopranen solo, gemengd koor en orkest
- 1953 Chamber Music, voor stem en kamerensemble
- 1954 / 1968 Allez-Hop!, voor mezzosporaan, 8 mimespelers en orkest (ballet)
- 1955 Mutazioni, tape (elektronisch)
- 1957 Perspectives, tape (elektronisch)
- 1958 Thema: Omaggio a Joyce, tape (elektronisch)
- 1960 Circles, voor stem, harp en slagwerk
- 1960 Momenti, tape (elektronisch)
- 1961 Visage, tape (elektronisch)
- 1961 / 1970 / 1977 Opera, opera in vier actes
- 1963 Traces, voor solo vocalisten, koren en orkest
- 1963 Passagio, voor sopraan, twee acteurs, dubbelkoor en orkest
- 1964 Sincronie, voor strijkkwartet
- 1964 / 1973 Folk Songs, voor mezzosopraan en zeven instrumentalisten
- 1965 Laborintus II, voor vier stemmen, tape en orkest
- 1967 Différénces, voor vijf instrumenten en tape
- 1968 Sinfonia, voor acht stemmen en orkest
- 1971 Recital I, voor sopraan en kamerorkest
- 1973 Linea, voor twee piano's, vibrafoon en marimba
- 1974 Points on the Curve to Find, voor piano en 22 solo-instrumenten
- 1975 Chemins IV, voor hobo en 13 strijkinstrumenten
- 1976 The Cries of London, voor acht stemmen
- 1976 A-Ronne, voor acht stemmen
- 1976 Coro, voor veertig stemmen en veertig instrumenten
- 1981 Mille Musicians pour la Paix, voor 12 blaasinstrumenten
- 1982 La vera storia, opera in twee actes
- 1984 Un re in ascolto, opera
- 1984 Voci (Folk Songs II), voor altviool, drie slagwerkers en twee instrumentale ensembles
- 1985 Naturale, voor altviool, slagwerker en tape
- (1989) "D'Altro Canto Altro", voor 5 stemmen, koor en orkest, creatie op 26 augustus 1989, als slotstuk van het evenement "1000 choristes pour les droits de l'homme" in Cergy-Pontoise (Parijs, F)
- 1996 Ekphrasis, voor koor en orkest
- 2003 Stanza, voor koor, orkest en bariton (op teksten van o.a. Paul Celan, Alfred Brendel, Dan Pagis e.a.)

### Sequenze
- 1958 Sequenza 1, voor dwarsfluit
- 1963 Sequenza 2, voor harp
- 1965 Sequenza 3, voor vrouwenstem
- 1966 Sequenza 4, voor piano
- 1965 Sequenza 5, voor trombone
- 1967 Sequenza 6, voor altviool
- 1981 Sequenza 6b, voor cello
- 1969 Sequenza 7, voor hobo
- 1975 Sequenza 7b, voor sopraansaxofoon
- 1976 Sequenza 8, voor viool
- 1980 Sequenza 9a, voor klarinet
- 1981 Sequenza 9b, voor altsaxofoon
- 1981 Sequenza 9c, voor basklarinet
- 1984 Sequenza 10, voor trompet en pianoklankbord
- 1988 Sequenza 11, voor gitaar
- 1995 Sequenza 12, voor fagot
- 1995 Sequenza 13, voor accordeon
- 2002 Sequenza 14a, voor cello
- 2002 Sequenza 14b, voor contrabas

- Bibsys: 90412642
- Biblioteca Nacional de España: XX902590
- Bibliothèque nationale de France: cb13891404j (data)
- Catàleg d'autoritats de noms i títols de Catalunya: 981058522901506706
- CiNii: DA04106025
- Gemeinsame Normdatei: 118509594
- International Standard Name Identifier: 0000 0001 2284 1423
- Library of Congress Control Number: n81035948
- Nationale Bibliotheek van Letland: 000045722
- MusicBrainz: d61e77cc-80b3-4586-bf4e-91fe7f13165e
- Bibliotheek van het Japanse parlement: 00734543
- Nationale Bibliotheek van Tsjechië: jn19990000719
- Nationale bibliotheek van Australië: 36540193
- Nationale Bibliotheek van Israël: 987007310742505171
- Nationale Bibliotheek van Polen: a0000001275906
- Nationale en Universitaire bibliotheek Zagreb: 000081782
- Nederlandse Thesaurus van Auteursnamen: 067465528
- Réseau des bibliothèques de Suisse occidentale: 02-A002994853
- Istituto Centrale per il Catalogo Unico: CFIV033136
- LIBRIS: 178001
- SNAC: w6qv3pvk
- Système universitaire de documentation: 026721074
- Trove: 1280954
- Virtual International Authority File: 110843905
- WorldCat: E39PBJccbGXqHWKqB6qbKBxMT3